# Муеци, Ндуэ
Ндуэ Муеци (алб. Ndue Mujeci; 24 февраля 1993, Шкодра, Албания) — албанский футболист, нападающий.

## Карьера
До 2012 года выступал в молодёжном составе «Влазнии». 14 апреля дебютировал в основном составе клуба, после чего сыграл за него ещё 1 матч. С лета 2012 по 2013 год выступал за клуб первой албанской лиги «Ада».
В 2014 году футболиста подписал латвийский «Вентспилс».
Сыграл 5 квалификационных матчей в еврокубках.